# Meroloba trivittata
Meroloba trivittata är en skalbaggsart som beskrevs av Moser 1913. Meroloba trivittata ingår i släktet Meroloba och familjen Cetoniidae. Inga underarter finns listade i Catalogue of Life.